# Vrbovec (gmina Trebnje)
Vrbovec – wieś w Słowenii, w gminie Trebnje. W 2018 roku liczyła 103 mieszkańców.